# Rokytnice nad Jizerou
Rokytnice nad Jizerou (niem. Rochlitz an der Iser) − gmina i miasto w północnych Czechach, w kraju libereckim, w Karkonoszach, u podnóża szczytów: Lysá hora (1344 m n.p.m.), Čertova hora (1020 m n.p.m.) i Stráž (782 m n.p.m.), na lewym (wschodnim) brzegu Izery, 5 km na południe od Harrachova. Miejscowość turystyczna i duży ośrodek narciarski.
Według danych z 31 grudnia 2017 powierzchnia miasta wynosiła 3695,54 ha, a liczba jego mieszkańców 2 713 osób.

## Historia
Istnienie osadnictwa w tym rejonie datuje się na połowę XVI wieku (wydobycie miedzi, srebra i ołowiu, pozyskiwanie drewna, szklarstwo i tkactwo). Miasto założono w roku 1574. W XIX wieku nastąpił rozwój przemysłu włókienniczego. Od lat 50. XX wieku budowa hoteli i wyciągów narciarskich. Z istniejących kilku dużych zakładów włókienniczych do dziś czynny pozostaje jeden, położony blisko Hornich Domków.

## Zabytki
Do zabytków miasta należą:
- ratusz w stylu secesyjnym z 1903 z niedostępną do zwiedzania wieżą o wysokości 37 m,
- kościół św. Michała (katolicki) z 1758 (na miejscu kościółka protestanckiego z 1598),
- cmentarz,
- opuszczone obiekty przemysłowe,
- drewniane chałupy ludowe, tzw. roubenky,
- pięć kapliczek przydrożnych.

## Turystyka
Zimą dostępnych jest tu łącznie 16,3 km tras zjazdowych dla narciarzy, zlokalizowanych w kilku ośrodkach (dwa największe kompleksy narciarskie to: "Horní Domky" i "Studenov"). W sumie 29 wyciągów narciarskich (orczykowe oraz talerzykowe) o przepustowości 14 tys. osób na godzinę, 3 oświetlone trasy. W "Hornich Domkach" (wysokość 620 – 1315 m n.p.m.) funkcjonuje drugi pod względem długości w Czechach (2198 metrów) wyciąg krzesełkowy na Lysą Horę (czteromiejscowy, wyprzęgany, 114 wagonów + 1 wagon serwisowy). Przygotowane trasy biegowe w kompleksach „U kapličky” i „Pod Dvoračkami”. Rozwinięta baza noclegowa – 10 hoteli, liczne pensjonaty. W centrum miasta znajduje się hala sportowa. Wokół miejscowości wyznaczono kilka ścieżek dydaktycznych.

## Demografia
| Rok             | 1970  | 1980  | 1991  | 2001  | 2003  |
| --------------- | ----- | ----- | ----- | ----- | ----- |
| Liczba ludności | 3 307 | 3 505 | 3 469 | 3 388 | 3 281 |

Źródło: Czeski Urząd Statystyczny